# Czerniawa-Zdrój

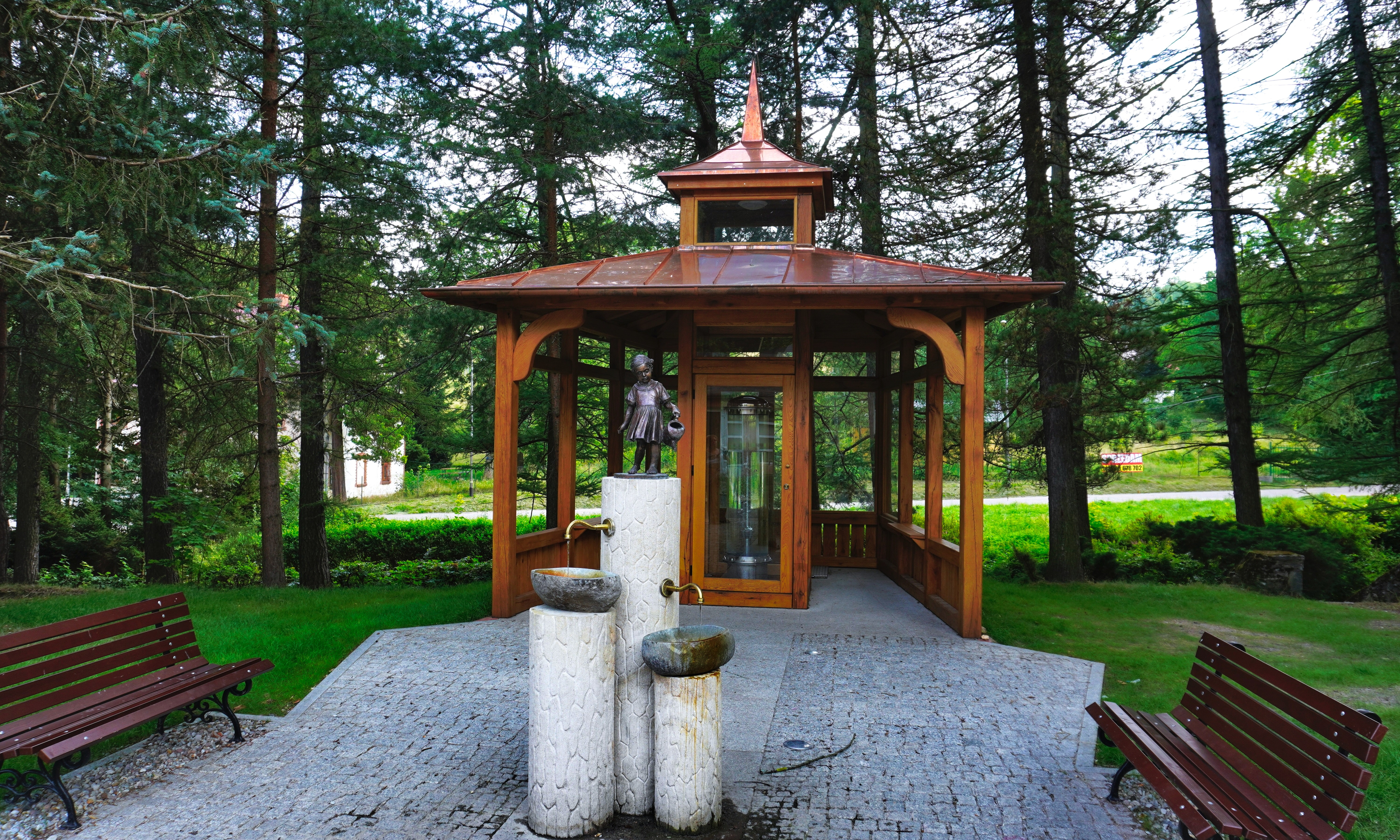
Altana Zdroju Jan

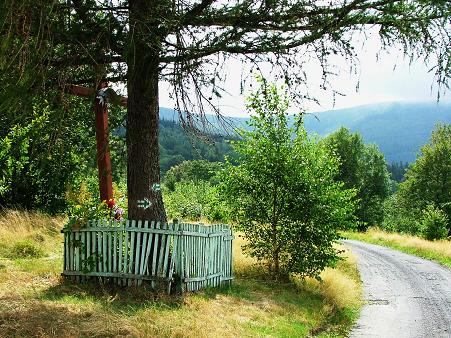
Panorama Gór Izerskich z górnej części Czerniawy Zdroju

Czerniawa-Zdrój (do 1946 niem. Bad Schwarzbach) – uzdrowisko, obecnie dzielnica Świeradowa-Zdroju położona w powiecie lubańskim w województwie dolnośląskim. Jedno z najstarszych uzdrowisk na Dolnym Śląsku.

## Położenie
Leży w głębokiej Dolinie Czarnego Potoku u podnóży Czerniawskiej Kopy (776 m n.p.m.) w Górach Izerskich w sąsiedztwie wielkich kompleksów leśnych. Na południe wznoszą się masywy Stogu Izerskiego i Smreka, natomiast na wschodzie Zajęcznik oddziela ją od Świeradowa i Krobicy.

## Budowa geologiczna
Czerniawa-Zdrój leży na obszarze metamorfiku izerskiego. Występują tu głównie różne odmiany gnejsów z wkładkami amfibolitów oraz łupki łyszczykowe. W północnej części wsi przebiega szeroki pas łupków łyszczykowych, w których występują rudy cyny.

## Historia
Osada powstała w XVII w. przy hucie szkła w dobrach Schaffgotschów. Od 1651 zaczęli osiedlać się tutaj czescy protestanci uchodzący przed religijnymi prześladowaniami. W latach 80. XVIII wieku w położonej poniżej wsi kopalni "Jan Nepomucen" wydobywano rudy kobaltu, używane do produkcji smalty, stosowanej do wyrobu emalii i barwienia szkła. W 1782 odkryte zostały pierwsze źródła wód mineralnych (głównie nisko zmineralizowane szczawy wodorowęglanowo-wapniowo-magnezowe z zawartością żelaza, fluoru oraz radonu powstałe w wyniku zachodzenia zjawisk krasowych) eksploatowane od pierwszych lat XIX w. – wybudowano wówczas łazienki a wieś zaczęła się rozrastać. Pierwszy dom zdrojowy wybudowany został w Czerniawie w 1860 r. a obecny powstał w r. 1910. 
W 1945 roku miejscowość przyjęła nazwa Leśny Zdrój, zmieniony w 1946 roku – wprowadzono urzędowo nazwę Czerniawa Zdrój, zastępując poprzednią niemiecką nazwę Bad Schwarzbach.

## Zabytki
Do wojewódzkiego rejestru zabytków wpisane są:
- kościół par. pw. Podwyższenia Krzyża, ul. Główna 8, z l. 1934-37
- plebania z łącznikiem (galeria)
- dom nr 12, ul. Główna, z 1765 r.
- "Czarci Młyn" - młyn wodny z systemem hydroenergetycznym i wyposażeniem, zbudowany ok. 1890 roku. Do ok. 1951 roku młyn był napędzany kołem wodnym, jednym z nielicznych zachowanych w regionie. Wyposażenie młyna jest oryginalne, nie ulegało zmianie i jest ono typowe dla młynów gospodarczych z przełomu XIX i XX wieku.
- Centrum Edukacji Ekologicznej Natura 2000 "Izerska Łąka" - multimedialne Centrum wraz z Ogrodem Edukacyjnym.  Prezentacja standardowa obejmuje zagadnienia:  - Izerski Park Ciemnego Nieba i problem zanieczyszczenia światłem,  - Pszczoły i problemy owadów zapylających.
- Pracownia Piernikowa Isabell to miejsce niezwykłe, które łączy miłość do słodkości z pasją ozdabiania, a wszystko to okraszone atmosferą dworku ziemiańskiego z przełomu XIX i XX wieku.

## Przyroda

### Roślinność
Do 400 m występują głównie lasy liściaste – głównie bukowe, a także świerkowe, np. w okolicy Świeradowa-Zdroju, przy drodze prowadzącej z uzdrowiska do Czerniawy-Zdroju (występują w nich: paproć zachyłka trójkątna, podagrycznik pospolity, gajowiec żółty, żywiec cebulkowy, czyściec leśny, przytulia hercyńska, fiołek leśny). Lasy bukowe regla dolnego przechodzą w wyższych partiach gór w bory świerkowe o charakterze naturalnym. W najwyższych partiach gór, nad ciekami wodnymi rozwinięte zbiorowiska ziołorośli (modrzyk górski, tojad mocny, rutewka orlikolistna). Rzadko wierzbownica okółkowa, gorysz miarz, miesiącznica trwała, fiołek dwukwiatowy, miłosna górska, śledziennica naprzeciwlistna i szafran wiosenny. 
W okolicy występują również mniejsze i większe torfowiska wysokie z typową roślinnością torfowiskową, najbogatsze na Hali Izerskiej oraz rezerwat florystyczny Torfowiska Izerskie w płaskim obniżeniu doliny Izery między grzbietami Średnim a Wysokim o pow. 44,72 ha (brzoza karłowata, sosna błotna, rosiczki – okrągłolistna i rzadko spotykana długolistna, równie rzadka wełnianeczka darniowa, wełnianka pochwowata, malina moroszka, bagnica torfowa, liczne turzyce, turzyca bagienna, borówka bagienna, bagno zwyczajne, modrzewnica zwyczajna, przygiełka biała, żurawina błotna, bażyna czarna)

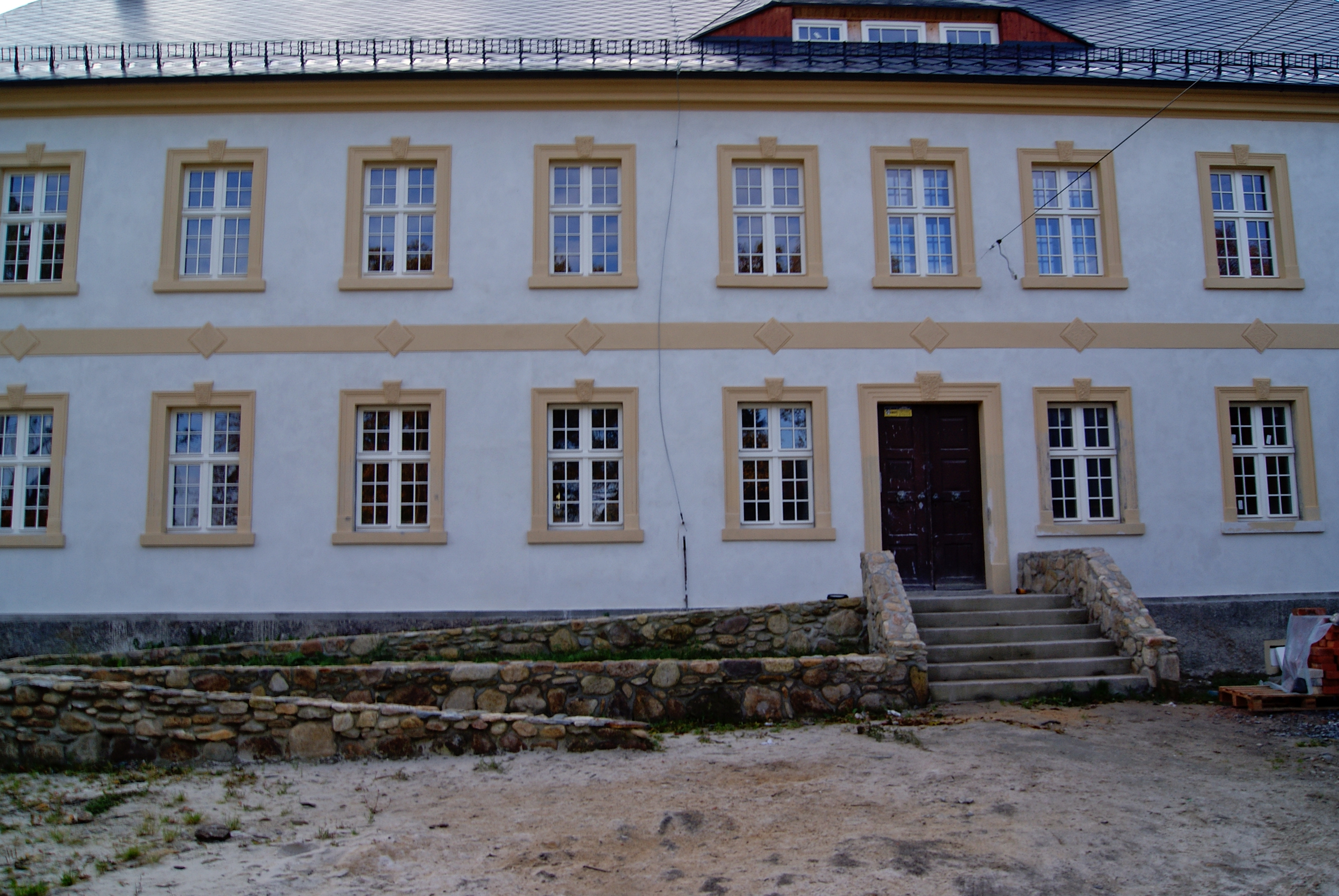
Czarci Młyn

## Transport
Przez Czerniawę prowadzą drogi wojewódzkie: 358 i 361.
Do Czerniawy dojeżdża autobus bezpłatnej komunikacji miejskiej ze Świeradowa-Zdroju.